# Toe Stance

Toe Stance

Toe Stance lub Tiptoe – układ taneczny wykonywany głównie przez Michaela Jacksona.

## Opis

Spin & Toe Stance

Taniec ten polega na stanięciu na czubkach palców stóp, utrzymując na nich cały ciężar ciała.

## Znaczenie słowa
Słowo Toe Stance oznacza: palec u nogi (toe) i postawa (stance), a więc stanie na palcach u stóp.
Słowo Tiptoe oznacza: końcówka (tip) i palec u nogi (toe), a więc końcówka palca u nogi.